# 大衛·弗萊契爾
大衛·歐文·弗萊契爾（英語：David Owen Fletcher，1994年5月31日—），為美國職棒大聯盟的內野手，目前效力於亞特蘭大勇士，他先前曾效力於洛杉磯天使。2015年美國職棒大聯盟選秀，他在第6輪被天使選中。前三年主要以工具人角色為主，2021年起主要著重在防守內野區。
弗萊契爾的瞄球能力很出色，因此在隊上多半擔任第一棒，他的精準擊球功力讓他的三振和保送都相當少。2021年，他曾寫下連續26場比賽敲出安打的隊史次高紀錄，僅次於蓋瑞·安德森的連續28場敲安紀錄。

## 職業生涯

### 洛杉磯天使

#### 2018年–2020年
2018年6月13日，弗萊契爾登上大聯盟。他在初登場就敲出2分打點的三壘安打。7月12日，他敲出大聯盟首轟。這年他二壘、游擊、三壘和右外野都有防守經驗。整季他的打擊率為2成75，並敲出1轟與25分打點。
2019年，弗萊契爾入選球隊的開幕戰先發名單。4月初，因為Kole Calhoun受傷加上布萊恩·古德溫移防，因此弗萊契爾獲得右外野出賽機會。5月，因為賈斯汀·厄普頓受傷，讓弗萊契爾又去左外野支援。他在5月底到6月初曾一度拉出連13場比賽敲安的成就。整季他的打擊率為2成90，並敲出6轟與49分打點。他的好球揮擊率僅有48.7%，為全大聯盟最低。不過他的擊球命中率高達91.1%，好球帶外的球也有82.6%的出棒率。
2020年，三壘手安東尼·倫登受傷，讓弗萊契爾回到內野支援。倫登回歸後，弗萊契爾便補上安德瑞爾頓·西蒙斯的游擊空缺。8月28日，球隊將二壘手湯米·拉·史戴拉交易，弗萊契爾正式成為球隊主力二壘手。他在縮水賽季繳出3成19的打擊率，並敲出3轟與18分打點。他在MVP票選上還獲得一張選票。

#### 2021年–2023年
2021年，天使在開幕戰開打前和弗萊契爾簽下5年2600萬美元的合約。在簽約後，弗萊契爾甚至表態願意終身待在天使。6月13日到7月17日，弗萊契爾達成連續26場比賽敲出安打。不過他在球季末51場比賽打擊率不到1成7。最後他整季的打擊率為2成62，並敲出2轟與47分打點，另有15次盜壘成功。他敲出28支內野安打為大聯盟最多。
2022年，弗萊契爾在第一週僅敲出1支安打。後來他在4月12日進入傷兵名單，且傷癒回歸表現也未見起色。後來他再度受傷，並決定在5月10日動手術。他在7月29日才又回歸球場，中間一度繳出3成59的打擊率。不過到了9月他又再一次受傷，最後留下2成55的打擊率，並敲出2轟與17分打點。
2023年，弗萊契爾開季16個打數僅敲出2安，因此球隊將他下方3A，並拉上新人Zach Neto。接著他就是在大聯盟和3A之間來回打球，直到球季結束。

### 亞特蘭大勇士
2023年12月8日，天使將弗萊契爾和麥克斯·史塔西交易到勇士，換來Evan White及Tyler Thomas。

## 國際賽
2022年8月31日，義大利棒球隊總教練麥克·皮耶薩宣布弗萊契爾將代表義大利參加2023年世界棒球經典賽。因為弗萊契爾的媽媽生於義大利，所以弗萊契爾具備參賽資格。

## 個人生活
弗萊契爾的弟弟多明尼克是一名外野手，並在阿肯色大學打了三年球。目前在響尾蛇小聯盟體系打球，而兄弟檔都代表義大利參加2023年的經典賽。
弗萊契爾於2019年結婚，目前定居在家鄉橙市。同時他還獲得了百威、美國銀行和New Balance的代言合約。

## 外部連結
- 球員資訊和成績在MLB ，ESPN ，Retrosheet ，Baseball Reference ，Baseball Reference (Minors) ，Fangraphs ，The Baseball Cube （英文）